# パラベラム (イングヴェイ・マルムスティーンのアルバム)
『パラベラム』（Parabellum）は、2021年に発表されたイングヴェイ・マルムスティーンの22作目のスタジオ・アルバム。

## 概要
前作「ブルー・ライトニング」からおよそ2年半ぶりとなるスタジオ・アルバムで、全曲オリジナル曲の収録は前々作「ワールド・オン・ファイア」以来、実に5年ぶりとなった。前作に引き続き、専任のヴォーカリストを迎えず、イングヴェイがリード・ヴォーカルを担当しており、全10曲中、6曲がインスト曲となっている。2021年7月23日に全世界同時発売された。

## 収録曲
| 全作曲・編曲: イングヴェイ・マルムスティーン。 |                                                                             |                                |                                |      |
| #                                              | タイトル                                                                    | 作詞                           | 作曲・編曲                     | 時間 |
| 1.                                             | 「ウルヴズ・アット・ザ・ドア」(Wolves At The Door)                          | イングヴェイ・マルムスティーン | イングヴェイ・マルムスティーン | 5:55 |
| 2.                                             | 「プレスト・ヴィヴァーチェ・イン・C#・マイナー」(Presto Vivace in C# minor) | (Instrumental)                 | (Instrumental)                 | 5:03 |
| 3.                                             | 「リレントレス・フューリー」(Relentless Fury)                               | イングヴェイ・マルムスティーン | イングヴェイ・マルムスティーン | 5:36 |
| 4.                                             | 「パラベラム〜平和を望むなら、戦いに備えよ」((Si Vis Pacem) Parabellum)     | (Instrumental)                 | (Instrumental)                 | 5:47 |
| 5.                                             | 「エターナル・ブリス」(Eternal Bliss)                                       | イングヴェイ・マルムスティーン | イングヴェイ・マルムスティーン | 6:24 |
| 6.                                             | 「トッカータ」(Toccata)                                                     | (Instrumental)                 | (Instrumental)                 | 3:16 |
| 7.                                             | 「ゴッド・パーティクル」(God Particle)                                      | (Instrumental)                 | (Instrumental)                 | 6:15 |
| 8.                                             | 「マジック・ブレット」(Magic Bullet)                                        | (Instrumental)                 | (Instrumental)                 | 3:36 |
| 9.                                             | 「（ファイト）ザ・グッド・ファイト」(（Fight）The Good Fight)               | イングヴェイ・マルムスティーン | イングヴェイ・マルムスティーン | 6:37 |
| 10.                                            | 「シー・オブ・トランキリティ」(Sea Of Tranquility)                          | (Instrumental)                 | (Instrumental)                 | 8:02 |
| 合計時間:                                      | 合計時間:                                                                   | 合計時間:                      | 56:31                          |      |

## 参加者
- イングヴェイ・マルムスティーン	 - ギター、ヴォーカル、バッキング・ヴォーカル、ベース、ナイロン・アコースティック・ギター・シンセサイザー、シタール、チェロ、ティンパニ、ミックス
- ローレンス・レナーバック - ドラム
- エミリオ・マルティネス・Jr - エンジニアリング、ミックス
- ピーター・ブラッシー - マスタリング
- キース・ローズ - プリマスタリング
- デイヴィッド・ベネガス - アートワーク